# ميخائيل جيمس
ميخائيل جيمس (2 أكتوبر 1934 في المملكة المتحدة - ) (بالإنجليزية: Michael James)‏ هو لاعب كريكت بريطاني. لعب مع Berkshire County Cricket Club ‏ وWellington cricket team ‏ ونادي جامعة كامبريدج للكريكيت ‏.

## وصلات خارجية
- ميخائيل جيمس على موقع إي آس بي آن كريك إنفو (الإنجليزية)